# Purujosa
Purujosa és un municipi espanyol de la comarca d'Aranda (Aragó, província de Saragossa).